# Bucciano
Bucciano är en ort och kommun i provinsen Benevento i regionen Kampanien i Italien. Kommunen hade 2 098 invånare (2017).